# دومبی ایامه
دومبی آندریا آیامه (زاده ۱۸ مارس ۱۹۹۳) طراح مد نیجریه ای-کانادایی است که در لاگوس، نیجریه متولد و بزرگ شده‌است. او بنیانگذار و مدیر عامل برند مد آندره آیاما است که به طراحی لباس عروس، لباس شنا و لباس‌های آماده می‌پردازد. او به خاطر نگاهش به مد و لباس شنا زنانه که توسط افراد مشهوری مانند میشل اوباما، کیت هادسون، گابریل یونیون، سیارا و عیسی رای پوشیده شده، شناخته می‌شود.
آیاما در لاگوس به دنیا آمد، او کوچک‌ترین فرزند خانواده است و سه خواهر و برادر دارد. پدرش یک مهندس با تحصیلات بود و مادرش یک آرایشگر و صاحب یک آرایشگاه، بوتیک لباس بود. در زمان تولد او، پدر و مادر هر دو کارآفرین بودند و صاحب مشاغل خود بودند. در سن ۷ سالگی پدرش را از دست داد و توسط مادرش بزرگ شد. خواهر او، سومکله ایاماه (بازیگر) است.